# Sinalunga
Sinalunga is een gemeente in de Italiaanse provincie Siena (regio Toscane) en telt 12.317 inwoners (31-12-2004). De oppervlakte bedraagt 78,6 km², de bevolkingsdichtheid is 157 inwoners per km².
De volgende frazioni maken deel uit van de gemeente: Bettolle, Farnetella, Guazzino, La Fratta, L'Amorosa, Rigaiolo, Rigomagno, Scrofiano.

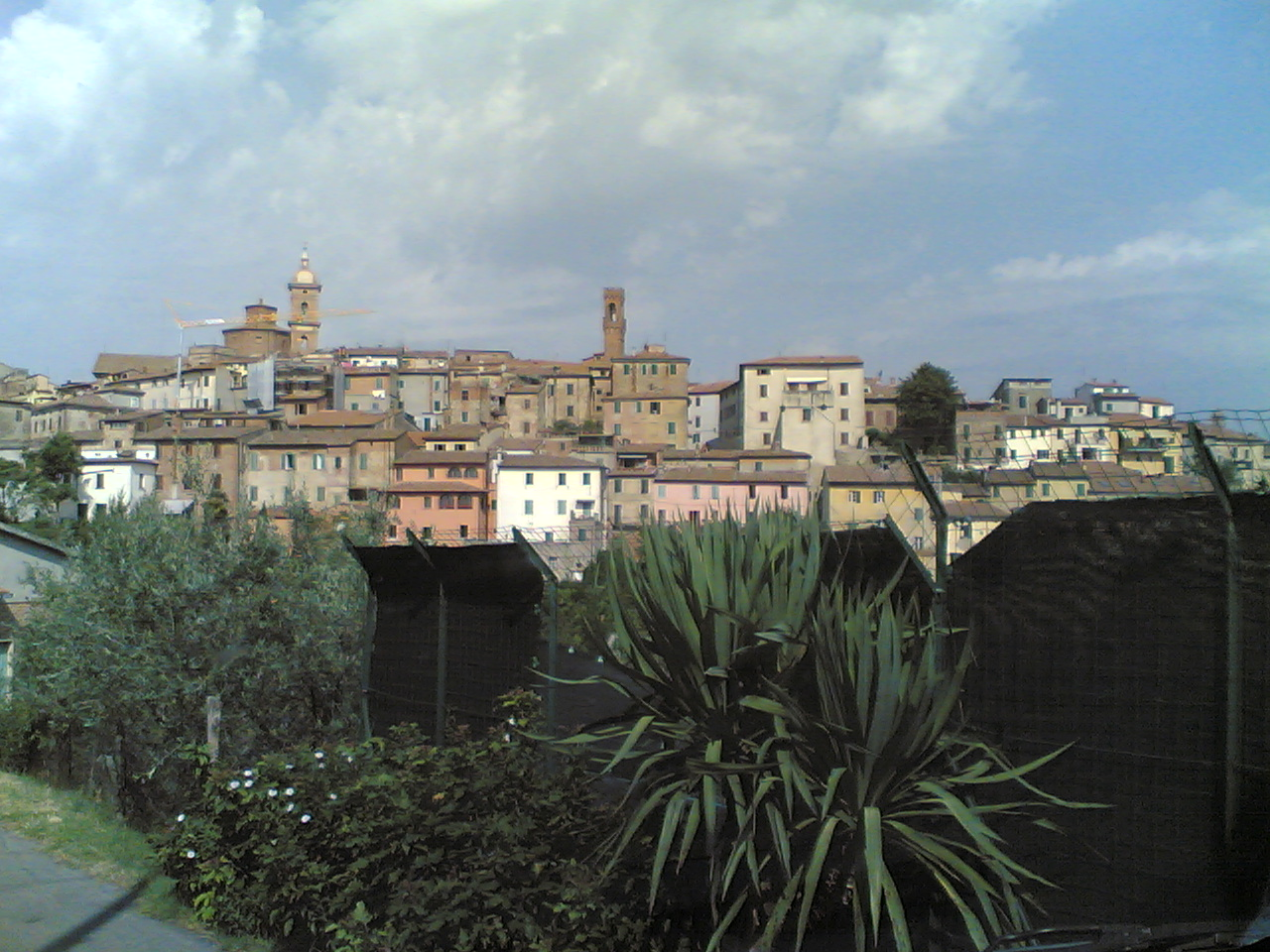
Sinalunga
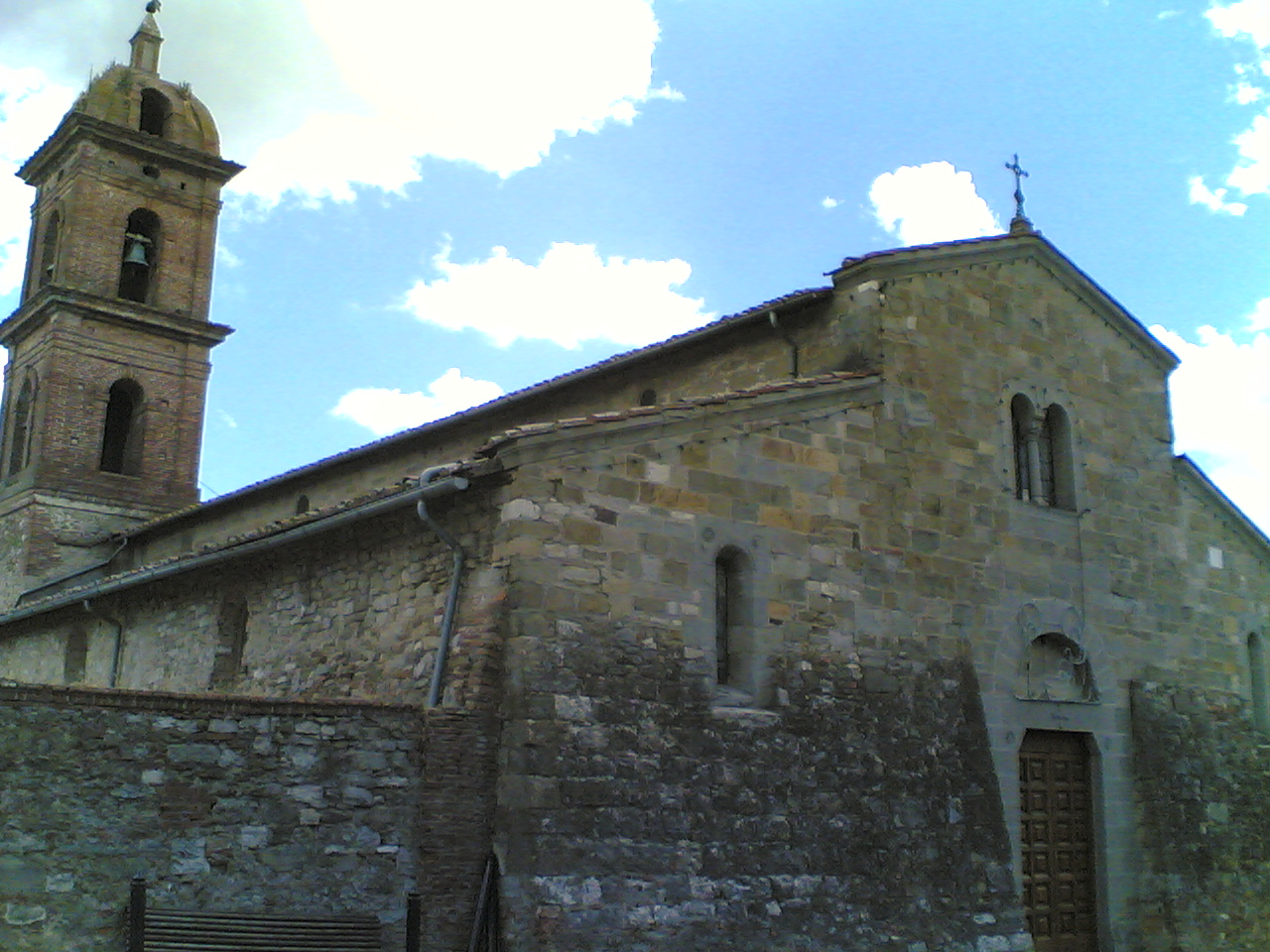
San Pietro ad Mensulas
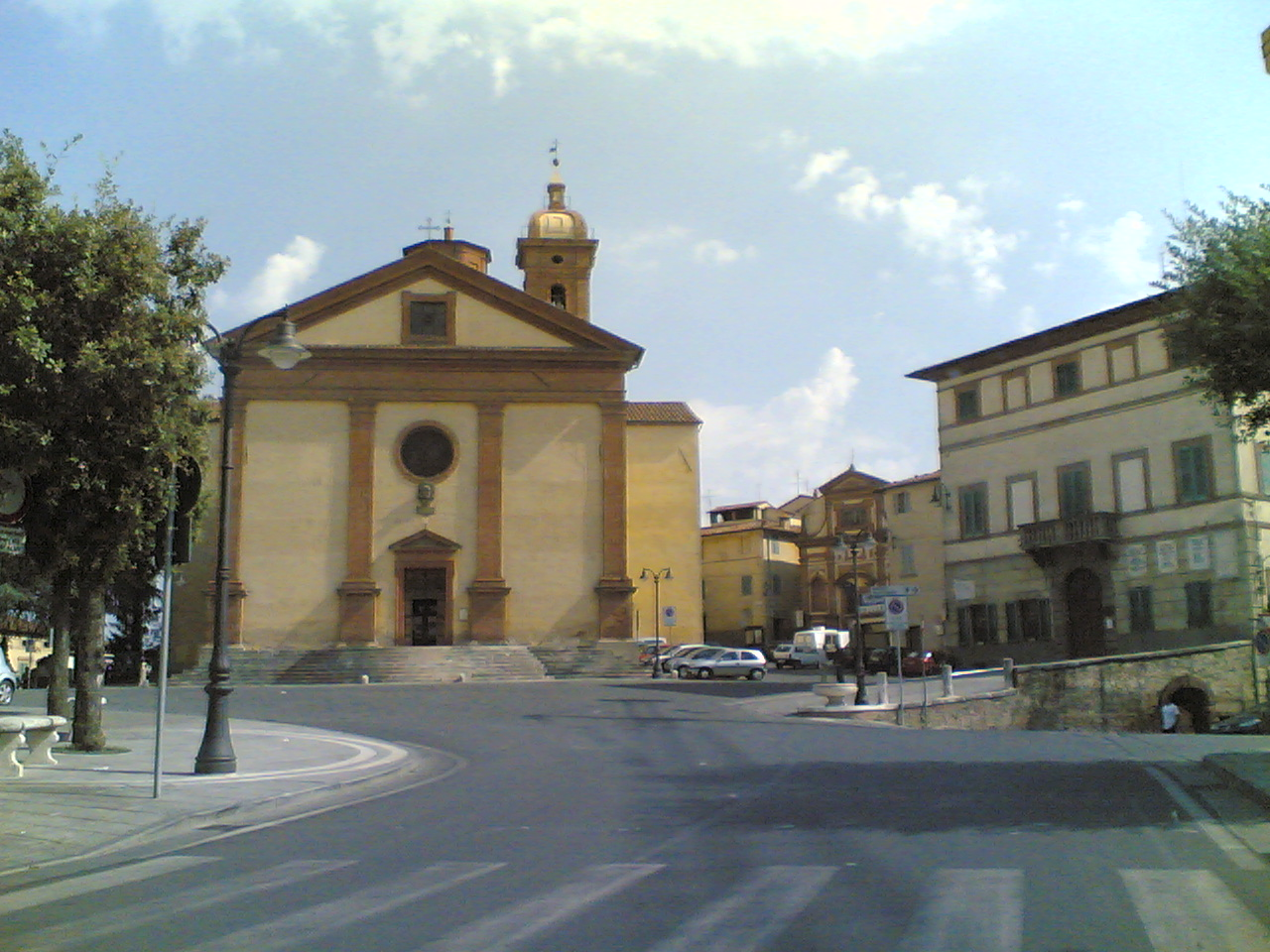
Kerk van Sinalunga
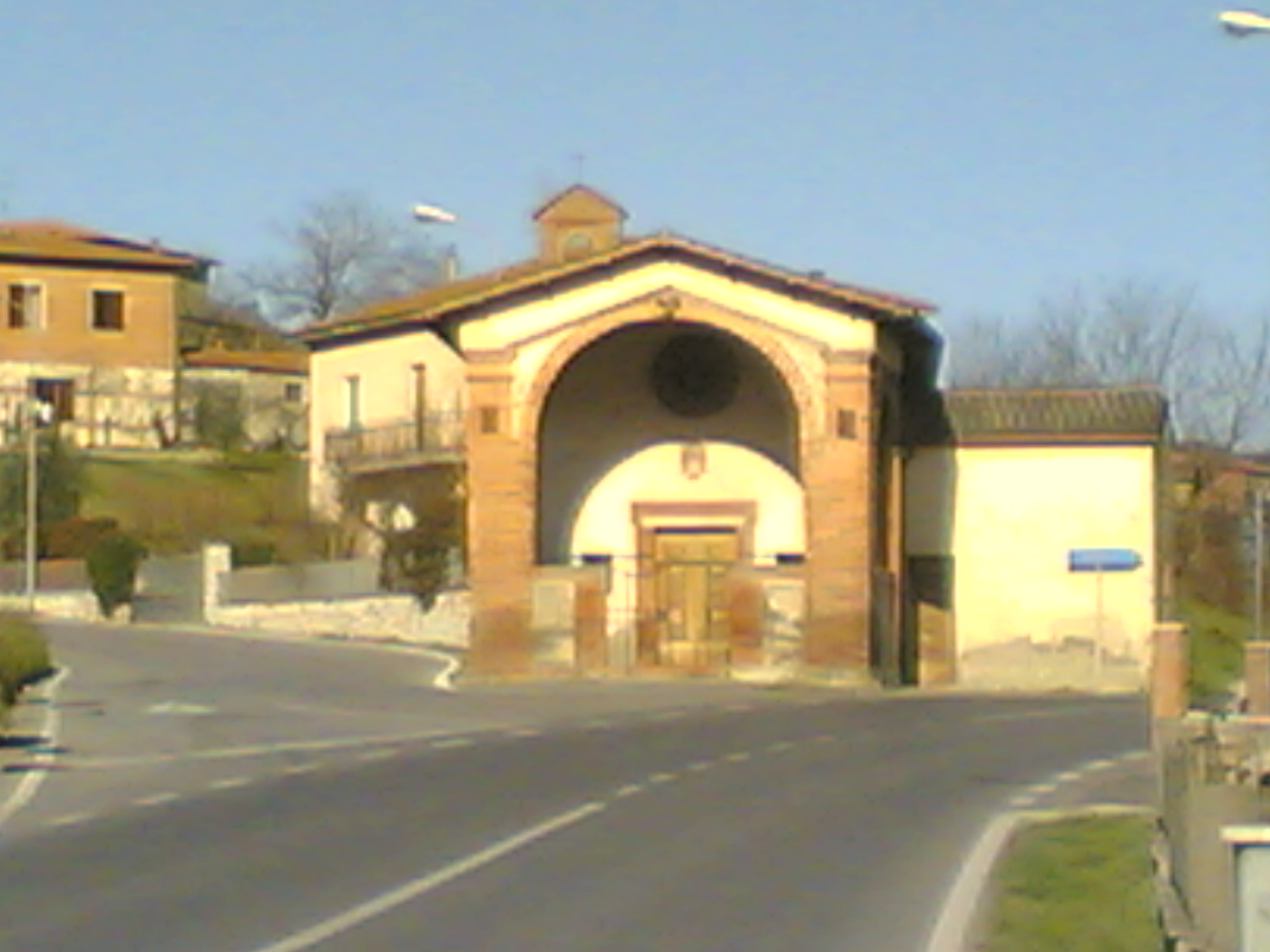
Serraglio
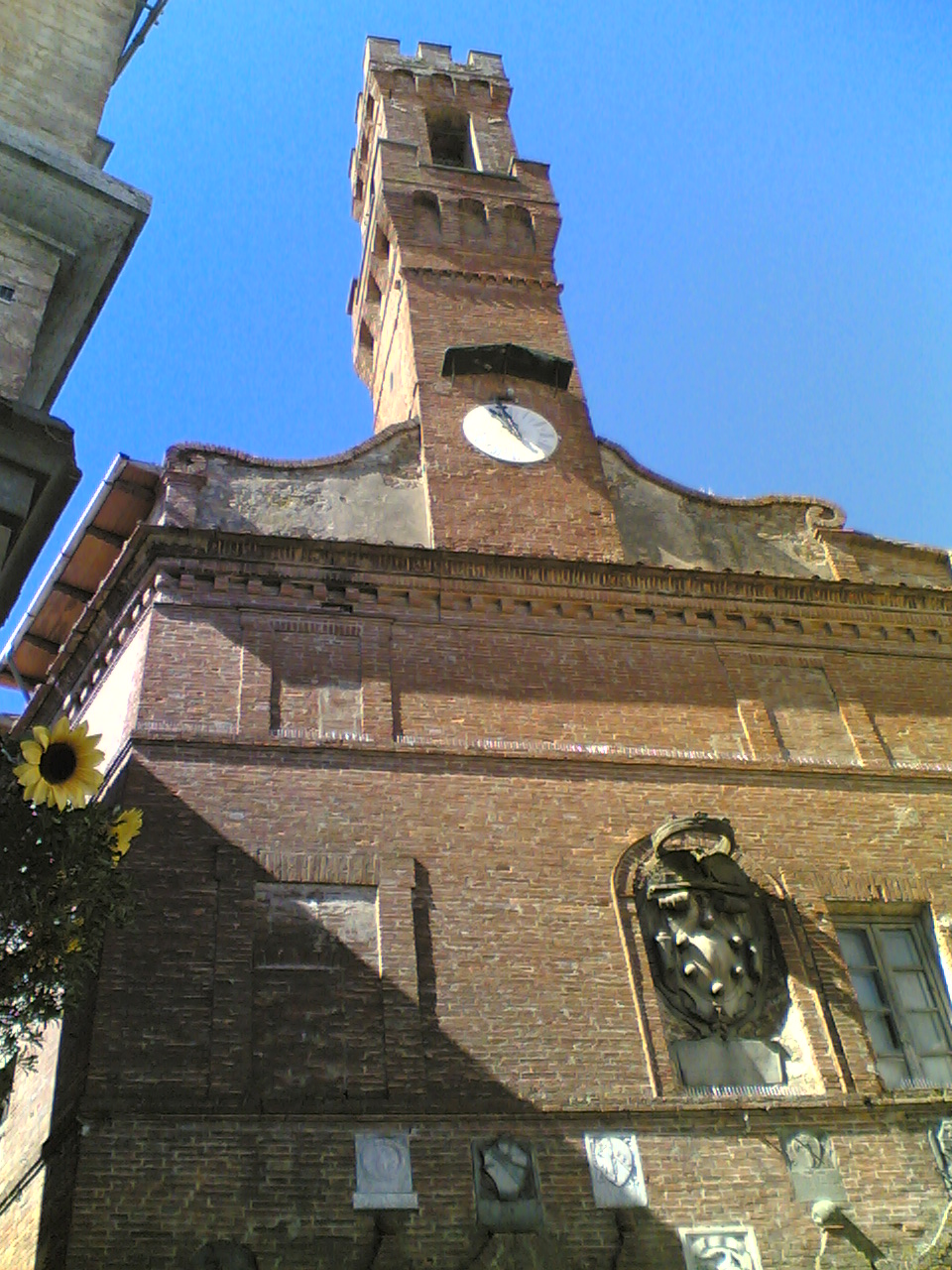
Pretoriaans paleis in Sinalunga

## Demografie
Sinalunga telt ongeveer 4.870 huishoudens. Het aantal inwoners steeg in de periode 1991-2001 met 1,8% volgens cijfers uit de tienjaarlijkse volkstellingen van ISTAT.
| Jaar | Inwoneraantal |
| ---- | ------------- |
| 1991 | 11.583        |
| 2001 | 11.790        |

## Geografie
De gemeente ligt op ongeveer 364 m boven zeeniveau.
Sinalunga grenst aan de volgende gemeenten: Asciano, Cortona (AR), Foiano della Chiana (AR), Lucignano (AR), Rapolano Terme, Torrita di Siena, Trequanda.